# Лунёв, Николай Полиектович
Никола́й Полие́ктович Лунёв (5 февраля 1895, Матвеевка, Бугурусланский уезд, Самарская губерния, Российская империя ― 2 августа 1978, Красногорский, Звениговский район, Марийская АССР, РСФСР, СССР) ― советский деятель здравоохранения, врач-педиатр. В годы Великой Отечественной войны ― начальник медчасти, начальник эвакогоспиталя № 3071 в с. Кожласола Звениговского района Марийской АССР (1941―1945). Заслуженный врач РСФСР (1958), заслуженный врач Марийской АССР (1951). Кавалер ордена Ленина (1952).

## Биография
Родилась 5 февраля 1895 года в с. Матвеевка ныне Матвеевского района Оренбургской области в семье фельдшера. В 1910 году окончил Бугурусланское 4-классное училище, работал помощником дорожного мастера.
В 1915―1919 годах находился на военной службе.
В 1935 году окончил Куйбышевский медицинский институт. Был направлен в Горномарийский район Марийской АССР: директор туберкулёзного диспансера «Миняшкинский источник» в с. Еласы.
Участник Великой Отечественной войны: с 1941 года работал в п. Красногорский Звениговского района: начальник медчасти, с 1945 года ― начальник эвакогоспиталя № 3071 в п. Кожласола Звениговского района Марийской АССР. В 1943 году стал основателем и главным врачом грячелечебницы.
В 1946 году основал и возглавил детский костно-туберкулёзный санаторий, в 1961 году ― детский противоревматический санаторий «Юность» в п. Красногорский Звениговского района Марийской АССР.
За многолетнюю безупречную работу в области здравоохранения в 1951 году удостоен почётного звания «Заслуженный врач Марийской АССР», в 1958 году – «Заслуженный врач РСФСР». В 1952 году награждён орденом Ленина.
Ушёл из жизни 2 августа 1978 года в п. Красногорский Звениговского района Марийской АССР, похоронен там же.

## Награды и звания
- Орден Ленина (1952)[1][2]
- Орден Трудового Красного Знамени (1951)[1][2]
- Медаль «За победу над Германией в Великой Отечественной войне 1941—1945 гг.»
- Медаль «За доблестный труд. В ознаменование 100-летия со дня рождения Владимира Ильича Ленина»
- Почётная грамота Президиума Верховного Совета Марийской АССР (1944, 1955, 1965)[1][2]
- Заслуженный врач РСФСР (1958)[1][2]
- Заслуженный врач Марийской АССР (1951)[1][2]